# 單鰭凹尾塘鱧
單鰭凹尾塘鱧（学名：Ptereleotris monoptera），又名單鰭鰭塘鱧，为辐鳍鱼纲鲈形目凹尾塘鱧科鰭塘鱧屬下的一个种。该物种分布于印度洋-太平洋海域，体长可达12公分，栖息深度为6米至50米。